# Millennium (film)
Millennium – amerykański thriller, dramat sci-fi, który powstał na podstawie noweli Johna Varleya w 1989 roku. Film porusza zagadnienie podróży w czasie i związanego z nim paradoksu zmiany przyszłości przez naruszenie przeszłości po fakcie. Problem moralnej odpowiedzialności wobec przyszłych pokoleń daje wdzięczne pole do popisu aktorom, którzy w filmach fantastycznonaukowych zwykle schodzą na drugi plan wobec siły wyrazu efektów specjalnych.

## Treść
Nad zmieniającym właśnie kurs Jumbo-Jetem Boeing 747 niespodziewanie pojawia się DC-10. Obie maszyny zahaczają i spadają w odległości 10 mil. Spośród 619 pasażerów i 24 członków załóg nikt nie ocalał. Na miejsce katastrofy przybywa Bill Smith (Kris Kristofferson), szef grupy dochodzeniowej ds. katastrof lotniczych. Jest zdziwiony obecnością na pobojowisku dr Arnolda Mayera (Daniel J. Travanti). Do bliższej znajomości zachęca Smitha blond kosmitka Louise Baltimore (Cheryl Ladd), która spędza z nim razem noc. Rankiem Baltimore zaczyna nalegać, by Smith natychmiast porzucił swoje zajęcie i znika. Nikt z obsługi ani personelu administracyjnego nie zna takiej osoby. Wieczorem Bill Smith w stosie rupieci w hangarze, gdzie umieszczono szczątki obu maszyn znajduje pulsujący czerwonym światłem przedmiot, przypominający pistolet.

## Obsada
Źródło: Filmweb
- Kris Kristofferson - Bill Smith
- David Calderisi - Raymond Leacock
- Philip Akin - Kevin Briley
- Thomas Hauff - Ron Kennedy
- Lloyd Bochner - Walters